# Konstantin Gorszenin
Konstantin Pietrowicz Gorszenin (ros. Константин Петрович Горшенин, ur. 28 maja 1907 w Ałatyrze, zm. 27 maja 1978 w Moskwie) – radziecki polityk i prawnik, prokurator generalny ZSRR (1946-1948), minister sprawiedliwości ZSRR (1948-1956).
1927 ukończył technikum przemysłowe w Kazaniu, 1927-1929 sekretarz miejskiego komitetu związków zawodowych kolejarzy, sekretarz kolektywu Komsomołu, kierownik klubu robotniczego i sekretarz rady wiejskiej. 1929-1930 studiował na wydziale prawniczym Państwowego Uniwersytetu w Kazaniu, 1930 przyjęty do WKP(b). 1930-1932 studiował w Instytucie Prawa Radzieckiego w Moskwie, na którym do 1935 był pracownikiem naukowym. Od marca 1935 do września 1937 zastępca dyrektora Instytutu Prawa Radzieckiego  w Kazaniu ds. naukowych i uczelnianych, następnie pracował w Ludowym Komisariacie Sprawiedliwości ZSRR - od września 1937 do stycznia 1940 szef Zarządu Zakładów Naukowych, od 1938 członek Kolegium Ludowego Komisariatu Sprawiedliwości ZSRR. Od stycznia 1940 do grudnia 1943 ludowy komisarz sprawiedliwości Rosyjskiej FSRR, 1942-1952 kierownik katedry prawa pracowniczego Uniwersytetu Moskiewskiego. Od 13 listopada 1943 do 19 marca 1946 prokurator ZSRR i rzeczywisty państwowy radca sprawiedliwości. Od 19 marca 1946 do 4 lutego 1948 prokurator generalny ZSRR, od 29 stycznia 1948 do 31 maja 1956 minister sprawiedliwości ZSRR. Od 14 października 1952 do 14 lutego 1956 zastępca członka KC KPZR, 1956-1963 dyrektor Wszechzwiązkowego Instytutu Nauk Prawnych, 1963-1967 kierownik sektora prawodawstwa o pracy i ubezpieczeniach społecznych Wszechzwiązkowego Naukowo-Badawczego Instytutu Prawodawstwa Radzieckiego Komisji Prawnej przy Radzie Ministrów ZSRR, następnie na emeryturze. Deputowany do Rady Najwyższej ZSRR 2 i 4 kadencji.
W okresie stalinizmu brał udział w masowych represjach, 1943-1947 był członkiem tajnej komisji Biura Politycznego KC WKP(b) do spraw sądowych, która zatwierdzała decyzje o wszystkich wyrokach śmierci w ZSRR. Uczestniczył w organizacji procesów żołnierzy niemieckich i japońskich.

## Odznaczenia
- Order Lenina (dwukrotnie - 26 marca 1945 i 27 maja 1947)
- Order Czerwonego Sztandaru Pracy
- Order Przyjaźni Narodów